# オテレ・ブラック
オテレ・ブラック（Otere Black、1995年5月4日 - ）は、ニュージーランド出身のラグビーユニオン選手。2025年現在ジャパンラグビーリーグワンに参戦する浦安D-Rocksに所属している。

## プロフィール
- ニュージーランド・パーマストンノース出身[1]。
- ポジションはスタンドオフ(SO)、センター(CTB)、フルバック(FB)。
- 身長 185 cm、体重 86 kg
- U20ニュージーランド代表に選ばれたことがある[2]。
- マオリ・オールブラックスに選ばれたことがある[3]。

## 略歴
マナワツ、ハリケーンズ、ブルーズ、ベイ・オブ・プレンティを経て、2021年、NTTコミュニケーションズシャイニングアークスに加入。
2022年1月8日に行われたJAPAN RUGBY LEAGUE ONE第1節コベルコ神戸スティーラーズ戦にて先発出場で日本での公式戦初出場を果たした。同年7月、NTT再編に伴う新チーム浦安D-Rocks選手スコッドに選ばれた。